# Memoriał Eugeniusza Nazimka 1998
Memoriał im. Eugeniusza Nazimka 1998 – 16. edycja turnieju w celu uczczenia pamięci polskiego żużlowca Eugeniusza Nazimka, który odbył się dnia 26 października 1998 roku. Turniej wygrał Antonín Kasper.

## Wyniki
- Stadion Stali Rzeszów, 26 października 1998
- NCD: Grzegorz Rempała - 70,27 w wyścigu 6
- Sędzia: Józef Rzepa

| Msc. | Zawodnik                | Klub         | Pkt  |               |  |
| ---- | ----------------------- | ------------ | ---- | ------------- |  |
| 1    | (1) Antonín Kasper      | Czechy       | 15   | (3,3,3,3,3)   |  |
| 2    | (14) Grzegorz Rempała   | Rzeszów      | 11+3 | (1,3,3,2,2)   |  |
| 3    | (12) Jacek Rempała      | Grudziądz    | 11+2 | (2,2,3,1,3)   |  |
| 4    | (5) Piotr Świst         | Rzeszów      | 10   | (3,2,2,d,3)   |  |
| 5    | (4) Krzysztof Pecyna    | Piła         | 9    | (2,3,1,3,d)   |  |
| 6    | (16) Piotr Winiarz      | Rzeszów      | 9    | (2,1,wu,3,3)  |  |
| 7    | (10) Janusz Stachyra    | Rzeszów      | 8    | (3,0,3,1,1)   |  |
| 8    | (3) Adam Skórnicki      | Leszno       | 8    | (0,3,2,2,1)   |  |
| 9    | (2) Eugeniusz Tudzież   | Rybnik       | 7    | (1,2,0,3,1)   |  |
| 10   | (13) Robert Wardzała    | Tarnów       | 7    | (3,1,2,1,0)   |  |
| 11   | (6) Andrzej Rybka       | Rzeszów      | 7    | (1,1,2,1,2)   |  |
| 12   | (8) Rafał Wilk          | Gniezno      | 6    | (2,0,dst,2,2) |  |
| 13   | (9) Janusz Ślączka      | Ostrów Wlkp. | 6    | (1,d,1,2,2)   |  |
| 14   | (11) Grzegorz Bednarski | Rzeszów      | 4    | (0,2,1,0,1)   |  |
| 15   | (15) Sławomir Czarnik   | Rzeszów      | 2    | (0,1,1,0,0)   |  |
| 16   | (7) Sławomir Sitek      | Lublin       | 0    | (0,0,0)       |  |
|      | rez. Maciej Pietraszek  | Rzeszów      |      | (0,0)         |  |

Bieg po biegu
1. [71,06] Kasper, Pecyna, Tudzież, Skórnicki
2. [71,50] Świst, Wilk, Rybka, Sitek
3. [71,56] Stachyra, J.Rempała, Ślączka, Bednarski
4. [70,82] Wardzała, Winiarz, G.Rempała, Czarnik
5. [71,05] Kasper, Świst, Wardzała, Ślączka
6. [70,27] G.Rempała, Tudzież, Rybka, Stachyra
7. [72,42] Skórnicki, Bednarski, Czarnik, Sitek
8. [70,46] Pecyna, J.Rempała, Winiarz, Wilk
9. [71,31] Kasper, Rybka, Bednarski, Winiarz
10. [70,95] J.Rempała, Świst, Czarnik, Tudzież
11. [71,25] G.Rempała, Skórnicki, Ślączka, Wilk
12. [71,92] Stachyra, Wardzała, Pecyna, Pietraszek Pietraszek za Sitka
13. [72,15] Kasper, G.Rempała, J.Rempała, Sitek
14. [72,99] Tudzież, Wilk, Wardzała, Bednarski
15. [72,54] Winiarz, Skórnicki, Stachyra, Świst
16. [72,46] Pecyna, Ślączka, Rybka, Czarnik
17. [73,04] Kasper, Wilk, Stachyra, Czarnik
18. [71,98] Winiarz, Ślączka, Tudzież, Pietraszek Pietraszek za Sitka
19. [73,24] J.Rempała, Skórnicki, Rybka, Wardzała
20. [73,44] Świst, G.Rempała, Bednarski, Pecyna
21. Wyścig dodatkowy: [72,16] G.Rempała, J.Rempała